# Asperula oetaea
Asperula oetaea là một loài thực vật có hoa trong họ Thiến thảo. Loài này được (Boiss.) Heldr. ex Halácsy mô tả khoa học đầu tiên năm 1901.